# Şiş köfte

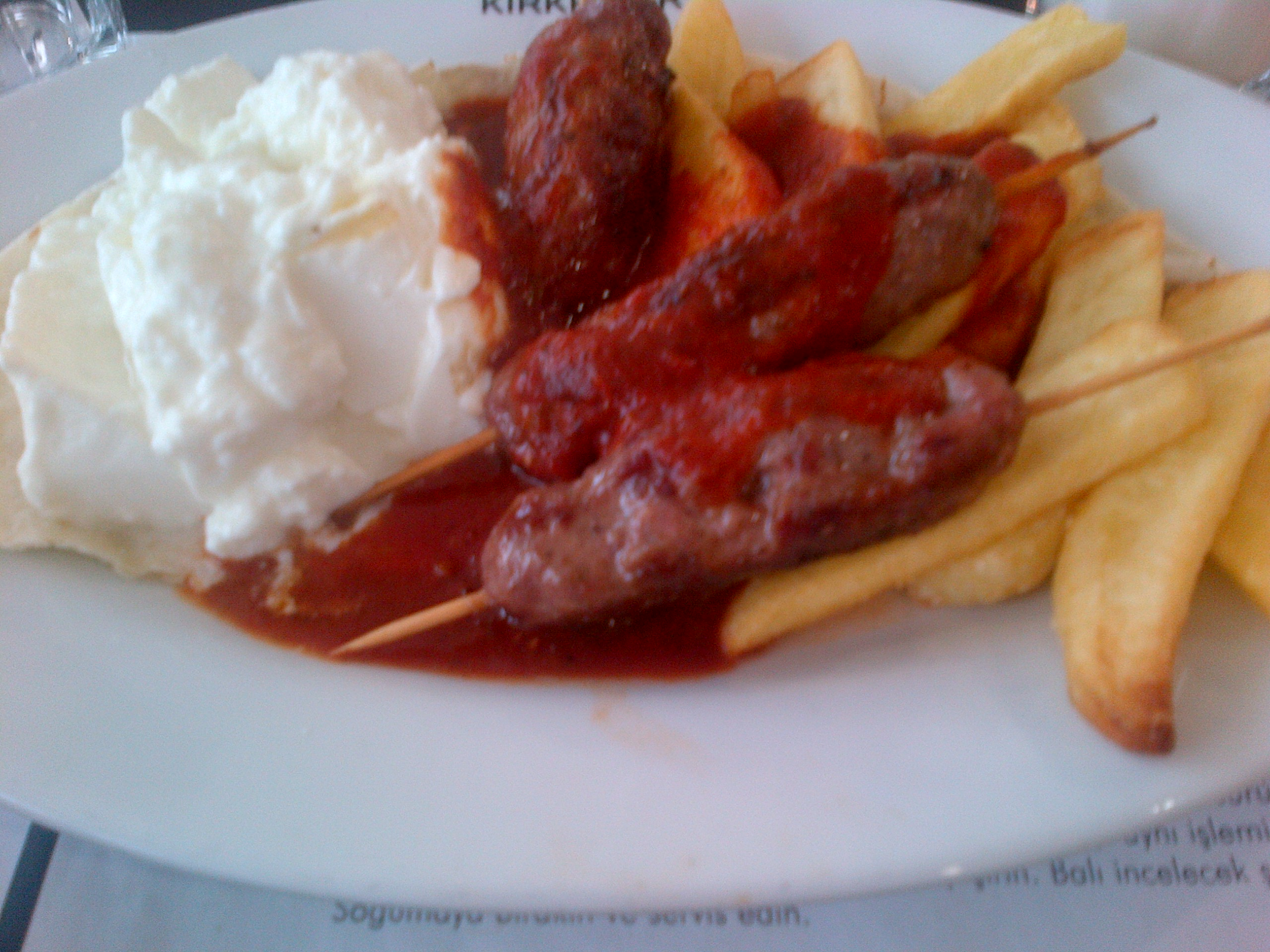
Şiş köftes servides amb patates fregides, iogurt i una salsa picant de tomàquet.

Şiş köfte és un plat de la cuina turca que es fa amb carn vermella picada, generalment d'una mescla de vedella i de xai. Es tracta d'unes broquetes amb carn, cebes i julivert picats i espècies (vegeu les imatges) graellats sobre un ızgara o mangal (dos tipus de graella). És similar al kebab. Cada şiş (‘broqueta’, en turc) de 80-100 g té 250-260 kcal.